# Station Bielsko-Biała Wapienica
Station Bielsko-Biała Wapienica is een spoorwegstation in de Poolse plaats Bielsko-Biała.